# للا هنية الحمرية
للا هنية الحمرية هي إحدى الوليات الصالحات بمدينة آسفي المغربية، كانت لها خبرة في علاج الأطفال ومعرفة واسعة بمختلف الأدوية و الأعشاب، وبرزت بالمغرب خلال القرن 19م.

## حياتها
ذكرها الكانوني في كتابه «جواهر الكمال» وقال أنها «كانت امرأة مباركة لها معرفة بالأدوية وعلاج أمراض الصبيان، تداوي عدة أمراض في الصبيان وتدخل الدور لمعالجتهم». توفيت عام 1280هـ/1863م بآسفي، ودفنت بمقبرة حي الرباط التي كانت تعرف بمقبرة «للا هنية الحمرية» وعليها حوش يزورها النساء، وقد اندثر هذا الحوش كما اندثرت المقبرة كلها وأصبح الموقع تجزئة سكنية حسب التصاميم الجديدة للمدينة، ويوجد قبرها الآن بمقبرة «بوديس».